# Старопатица
Старопа̀тица е село в Северозападна България. То се намира в община Кула, област Видин.

## География
Като забележителност на селото може да се посочи фактът, че е разположено върху територията на коралов риф от някогашно море. Покрай реката могат да се открият вкаменени корали. През село Старопатица минава река Войнишка, която се влива в река Дунав. Има още две реки: Калчовец и Геранска бара.

## История
Отделно около селото е имало около пет или шест римски и турски селища и една римска крепост, където могат да се намерят различни археологични находки. Римската крепост се намира между с. Старопатица и с. Полетковци. На нейно място е яз. Полетковци.
Според една от версиите името на селото произлиза от думите „Старо“ и „падалище“, защото навремето тук е имало падалище (другата дума на падалище е падина, наричана по онова време с умалителна форма падица. Стара падица и впоследствие Старопатица), нещо като оазис в пустиня. Тук са спирали много търговски кервани.
В края на XVIII и началото на XIX век в селото се установяват значителен брой преселници от Тетевенско, но с времето характерният им централния балкански говор е изгубен. Според местни легенди първият заселник се казвал Тодор Руньовеца, който е дошъл със семейството си. Същият бягал за Сърбия, но като видял удобното място с река и много дървета и растителност, решил да остане и да построи свой дом.
От село Старопатица има много мъже и момчета, загинали в Балканската война. В центъра на селото има паметна плоча с имената на загиналите, на която се поставят венци и цветя в тяхна памет от населението на селото и техните потомци.
През зимата на 1950 – 1951 година, по време на довелата до Кулските събития насилствена кампания за „масовизация“ на колективизацията, в селото е създадено Трудово кооперативно земеделско стопанство, наречено на името на социалистическия активист Димитър Благоев. През този период 26 семейства (92 души) са принудително изселени от селото, а 41 души емигрират в Югославия.
В края на март 1951 година Държавна сигурност разкрива голяма горянска група в Старопатица, ръководена от Петко Конов. Част от участниците успяват да избягат в Югославия, а 14 души са арестувани. Те са съдени в Кула с голяма показност през октомври, а избягалите в Югославия планират акция по време на процеса, при която да ги освободят, но реализирането ѝ е осуетено от югославските власти. Шестима от арестуваните са осъдени на смърт, а другите осем – на 10 и повече години затвор.

## Население
Преброяване на населението през 2011 г.
Численост и дял на етническите групи според преброяването на населението през 2011 г.:
|                     | Численост | Дял (в %) |
| Общо                | 383       | 100,00    |
| Българи             | 376       | 98,17     |
| Турци               | 0         | 0,00      |
| Цигани              | 3         | 0,78      |
| Други               | 0         | 0,00      |
| Не се самоопределят | 0         | 0,00      |
| Неотговорили        | 4         | 1,04      |

## Обществени институции
В селото има Кметство, Читалище с много богата библиотека, Поща, Здравна служба, Клуб на пенсионера, Пчеларски клуб.

## Редовни събития
В селото редовно се отбелязват различни народни обичаи, като например Трифон Зарезан, Тодоровден, Лазаров ден и др.
- Събор през първата събота и неделя на месец септември.

## Известни личности
Родени в Старопатица
- Борис Ненов (1921 – 2000), художник
- Гено Тошков (р. 1938), комунистически функционер

## Други
Селото има футболен отбор, който от сезон 2009 – 2010 се състезава в А ОФГ и носи името „Пластик“.

### Цитирани източници
- Груев, Михаил. Преорани слогове. Колективизация и социална промяна в Българския северозапад 40-те – 50-те години на XX век.   София, Сиела, 2009. ISBN 978-954-28-0450-5.